# フラットスタイルスキムボード
フラットスタイルスキムボードはウォータースポーツの一種で、波の無いフラットな干潟や湖の辺などで、ボードに乗ってトリックを行ったり、BOXやレールと言ったスノーボードで一般化されているアイテムを設置してアタックを行うもの。
世界的には大陸内陸部を中心にインランドスキムやフラットランドスキムと言った名称で行われている。日本では2007年よりスキムボードの新しいスタイルとして行われている。
| スタブアイコン | サブスタブ | この項目は、まだ閲覧者の調べものの参照としては役立たない、スポーツに関連した書きかけの項目です。この項目を加筆・訂正などしてくださる協力者を求めています（P:スポーツ/PJ:スポーツ）。 |